# Liberális Mozgalom
A Liberális Mozgalom (litvánul Liberalų sąjūdis) egy politikai párt Litvániában, melyet 2006 februárjában alapítottak meg olyan politikusok, akik korábban a Liberális és Közép Unió nevű párt tagjai voltak. A párt teljes neve Litván Köztársasági Liberális Mozgalom (litvánul Lietuvos Respublikos Liberalų sājūdis), ám a párt inkább csak simán Liberális Mozgalomnak nevezi magát.
A párt a Liberálisok és Demokraták Szövetsége Európáért tagja.

## Választási eredmények
| Választás éve | Szavazatok száma | Szavazatok aránya | Mandátumok száma | Parlamenti státusz |
| ------------- | ---------------- | ----------------- | ---------------- | ------------------ |
| 2008          | 70 862           | 5,73%             | 11               | kormánypárt        |
| 2012          | 117 476          | 8,95%             | 10               | ellenzék           |
| 2016          | 115 361          | 9,45%             | 14               | ellenzék           |
| 2020          | 79 742           | 7,04%             | 13               | kormánypárt        |
| 2024          | 95 868           | 7,85%             | 12               | ellenzék           |

| Választás éve | Szavazatok száma | Szavazatok aránya | Mandátumok száma |
| ------------- | ---------------- | ----------------- | ---------------- |
| 2009          | 40 502           | 7,17%             | 1                |
| 2014          | 189 373          | 16,55%            | 2                |
| 2019          | 81 916           | 6,59%             | 1                |
| 2024          | 36 640           | 5,42%             | 1                |

## Külső hivatkozások
- a párt honlapja[halott link]